# Baloise Glowi Lions
La Baloise Trek Lions, nota in passato come Fidea e Telenet, è una squadra maschile e femminile belga di ciclocross e ciclismo su strada con licenza di UCI Cyclo-cross Pro Team.
La squadra è attiva dal 2000, a livello UCI dal 2004, e ha ottenuto i principali successi nel ciclocross grazie a specialisti come Bart Wellens, Erwin Vervecken, Zdeněk Štybar, Toon Aerts, Lars van der Haar e Lucinda Brand. Dal 2016 è diretta dall'ex campione del mondo Sven Nys, che ha rilevato la società dal fondatore del team Hans van Kasteren.

## Cronistoria

### Annuario
| Anno | Codice | Nome                                                                                 | Cat.  | Biciclette | Dirigenza                                                                     |
| ---- | ------ | ------------------------------------------------------------------------------------ | ----- | ---------- | ----------------------------------------------------------------------------- |
| 2000 |        | SpaarSelect                                                                          | -     | Empella    | Dir. sportivi: Hans van Kasteren, Danny De Bie                                |
| 2001 |        | SpaarSelect                                                                          | -     | Empella    | Dir. sportivi: Hans van Kasteren, Danny De Bie                                |
| 2002 |        | SpaarSelect                                                                          | -     | Empella    | Dir. sportivi: Hans van Kasteren, Danny De Bie                                |
| 2003 |        | SpaarSelect                                                                          | -     | Empella    | Dir. sportivi: Hans van Kasteren, Danny De Bie                                |
| 2004 | SPR    | SpaarSelect (fino al 22 settembre) Fidea Cycling Team (fino al 23 settembre)         | GSIII | Ridley     | Dir. sportivi: Hans van Kasteren, Danny De Bie                                |
| 2005 | FID    | Fidea Cycling Team                                                                   | CT    | Ridley     | Dir. sportivi: Hans van Kasteren, Danny De Bie                                |
| 2006 | FID    | Fidea Cycling Team                                                                   | CT    | Ridley     | Dir. sportivi: Hans van Kasteren, Danny De Bie                                |
| 2007 | FID    | Fidea Cycling Team                                                                   | CT    | Ridley     | Dir. sportivi: Hans van Kasteren, Danny De Bie                                |
| 2008 | FID    | Fidea Cycling Team                                                                   | CT    | Ridley     | Dir. sportivi: Hans van Kasteren, Danny De Bie                                |
| 2009 | FID    | Fidea Cycling Team (fino al 31 agosto) Telenet-Fidea Cycling Team (dal 1º settembre) | CT    | Ridley     | Dir. sportivi: Hans van Kasteren, Danny De Bie                                |
| 2010 | FID    | Telenet-Fidea                                                                        | CT    | Ridley     | Dir. sportivi: Hans van Kasteren, Danny De Bie                                |
| 2011 | FID    | Telenet-Fidea                                                                        | CT    | Ridley     | Dir. sportivi: Hans van Kasteren, Danny De Bie                                |
| 2012 | FID    | Telenet-Fidea                                                                        | CT    | Ridley     | Dir. sportivi: Hans van Kasteren, Danny De Bie                                |
| 2013 | TFC    | Telenet-Fidea                                                                        | CT    | Ridley     | Dir. sportivi: Hans van Kasteren, Danny De Bie                                |
| 2014 | TFC    | Telenet-Fidea                                                                        | CT    | Ridley     | Dir. sportivi: Hans van Kasteren, Danny De Bie                                |
| 2015 | TFC    | Telenet-Fidea Cycling Team                                                           | CT    | Ridley     | Dir. sportivi: Hans van Kasteren, Kris Wouters                                |
| 2016 | TFC    | Telenet-Fidea Cycling Team                                                           | CT    | Trek       | Dir. sportivi: Sven Nys, Hans van Kasteren, Sven Vanthourenhout, Kris Wouters |
| 2017 | TFL    | Telenet Fidea Lions                                                                  | CT    | Trek       | Dir. sportivi: Sven Nys, Kris Wouters, Sven Vanthourenhout                    |
| 2018 | TFL    | Telenet Fidea Lions                                                                  | CT    | Trek       | Dir. sportivi: Sven Nys, Kris Wouters, Eric Braes                             |
| 2019 | TFL    | Telenet Fidea Lions (fino al 30 agosto) Telenet Baloise Lions (dal 1º settembre)     | CT    | Trek       | Dir. sportivi: Sven Nys, Kris Wouters, Eric Braes                             |
| 2020 | TBL    | Telenet Baloise Lions                                                                | CT    | Trek       | Dir. sportivi: Sven Nys, Eric Braes, Eddy Hendrickx                           |

| Stagione  | Codice | Nome                                                                            | Cat.  | Biciclette | Dirigenza                                                                   |
| --------- | ------ | ------------------------------------------------------------------------------- | ----- | ---------- | --------------------------------------------------------------------------- |
| 2017-2018 | TFL    | Telenet Fidea Lions                                                             | CRO   | Trek       | Manager: Sven Nys Dir. sportivi: Karen Ramakers                             |
| 2018-2019 | TFL    | Telenet Fidea Lions                                                             | CRO   | Trek       | Manager: Sven Nys Dir. sportivi: Karen Ramakers, Kris Wouters, Eric Braes   |
| 2019-2020 | TBL    | Telenet Baloise Lions                                                           | CRO   | Trek       | Manager: Sven Nys Dir. sportivi: Karen Ramakers                             |
| 2020-2021 | BTL    | Telenet Baloise Lions (fino al 31 dicembre) Baloise Trek Lions (dal 1º gennaio) | P-CRO | Trek       | Manager: Sven Nys Dir. sportivi: Karen Ramakers                             |
| 2021-2022 | BTL    | Baloise Trek Lions                                                              | P-CRO | Trek       | Manager: Sven Nys Dir. sportivi: Eric Braes, Karen Ramakers                 |
| 2022-2023 | BTL    | Baloise Trek Lions                                                              | P-CRO | Trek       | Manager: Sven Nys Dir. sportivi: Eric Braes, Karen Ramakers, Tomas Szédelyi |
| 2023-2024 | BTL    | Baloise Trek Lions                                                              | P-CRO | Trek       | Manager: Sven Nys Dir. sportivi: Eric Braes, Karen Ramakers, Tomas Szédelyi |
| 2024-2025 | BTL    | Baloise Trek Lions                                                              | P-CRO | Trek       | Manager: Sven Nys Dir. sportivi: Eric Braes, Karen Ramakers, Tomas Szédelyi |

## Palmarès
Aggiornato al 28 febbraio 2023.

### Circuiti multiprova
Ciclocross
- Coppa del mondo: 4

Elite maschile: 2009-2010 (Zdeněk Štybar); 2018-2019 (Toon Aerts)
Elite femminile: 2020-2021, 2021-2022 (Lucinda Brand)
- Superprestige: 5

Elite maschile: 2009-2010 (Zdeněk Štybar); 2020-2021 (Toon Aerts); 2022-2023 (Lars van der Haar)
Elite femminile: 2020-2021, 2021-2022 (Lucinda Brand)
- X2O Badkamers Trofee: 3

Elite maschile: 2021-2022 (Toon Aerts)
Elite femminile: 2020-2021, 2021-2022 (Lucinda Brand)

### Campionati nazionali
Ciclocross (titoli maschili)
- Campionati belgi: 2

Elite: 2004, 2007 (Bart Wellens); 2019 (Toon Aerts)
- Campionati britannici: 1

Under-23: 2018 (Thomas Pidcock)
- Campionati cechi: 5

Elite: 2007 (Petr Dlask); 2008, 2009, 2010, 2011 (Zdeněk Štybar)
- Campionati lussemburghesi: 2

Elite: 2006, 2008 (Jempy Drucker)
- Campionati slovacchi: 1

Elite: 2010 (Róbert Gavenda)
- Campionati svizzeri: 1

Elite: 2010 (Arnaud Grand)

## Organico 2024-2025
Aggiornato al 19 dicembre 2024.

### Staff tecnico
|  | Naz.              | Ruolo | Sportivo       |  |  |  |
|  | ----------------- | ----- | -------------- |  |  |  |
|  | Belgio (bandiera) | GM    | Sven Nys       |  |  |  |
|  | Belgio (bandiera) | DS    | Eric Braes     |  |  |  |
|  | Belgio (bandiera) | DS    | Karen Ramakers |  |  |  |
|  | Belgio (bandiera) | DS    | Tomas Szédelyi |  |  |  |

### Rosa
|  | Naz.                   | Ruolo    | Sportivo           | Anno |  |  |
|  | ---------------------- | -------- | ------------------ | ---- |  |  |
|  | Paesi Bassi (bandiera) | D. Elite | Shirin van Anrooij | 2002 |  |  |
|  | Paesi Bassi (bandiera) | D. Elite | Lucinda Brand      | 1989 |  |  |
|  | Belgio (bandiera)      | U. Elite | Vincent De Vos     | 1995 |  |  |
|  | Belgio (bandiera)      | U. Elite | Olivier Godfroid   | 1994 |  |  |
|  | Paesi Bassi (bandiera) | U. Elite | Lars van der Haar  | 1991 |  |  |
|  | Paesi Bassi (bandiera) | U. U23   | David Haverdings   | 2004 |  |  |
|  | Belgio (bandiera)      | U. Elite | Ward Huybs         | 2002 |  |  |
|  | Belgio (bandiera)      | U. Elite | Dietmar Ledegen    | 1992 |  |  |
|  | Belgio (bandiera)      | U. Elite | Daan Mariën        | 1999 |  |  |
|  | Paesi Bassi (bandiera) | D. U23   | Fleur Moors        | 2005 |  |  |
|  | Belgio (bandiera)      | U. Elite | Thibau Nys         | 2002 |  |  |
|  | Paesi Bassi (bandiera) | U. Elite | Pim Ronhaar        | 2001 |  |  |
|  | Belgio (bandiera)      | U. U23   | Seppe Van Den Boer | 2005 |  |  |
|  | Belgio (bandiera)      | U. Elite | Maarten Verheyen   | 1999 |  |  |